# Little Fockers
Little Fockers (en Hispanoamérica: La familia de mi novia: Los pequeños Focker o simplemente Los pequeños Focker; en España: Ahora los padres son ellos) es la tercera película de la saga Meet the Parents protagonizada por Robert De Niro, Ben Stiller y Teri Polo. La película fue estrenada el 22 de diciembre de 2010.

## Argumento
Greg Focker (Ben Stiller), seis años después de lo ocurrido en Meet the Fockers, al fin ha conseguido llevarse bien con su suegro, Jack Byrnes (Robert De Niro), con su suegra Dina (Blythe Danner) y con su esposa Pam (Teri Polo), ahora tienen dos hijos gemelos, Samantha (Daisy Tahan), que ha sido igual que su abuelo y no le habla a Greg, y Henry (Colin Baiocchi), el cual no tiene amigos pero tiene a su padre como el mejor ejemplo, y tiene por amigo a su lagartija Arthur. Greg tiene un video-chat con Kevin (Owen Wilson), su amigo millonario y exnovio de Pam, quien se encuentra con Deepak Chopra (interpretado por él mismo) y con una exuberante mujer rusa, Svetlana (Olga Fonda), con la que se quiere comprometer, Kevin le dice que desea contratar a tres cazas rusos para que escriban "Casate conmigo, Sveltana" en el cielo. Sin embargo, Greg le dice que no debería hacer algo tan grande y que simplemente hable con el corazón. Kevin le dice que tiene razón y corta.
Mientras, Jack se encuentra muy preocupado por el divorcio de su hija Deborah y de su yerno, el Dr. Bob, debido a que este no podía soportar tenerlo como suegro, mientras se encuentra en su oficina secreta, Jack tiene un infarto, pero gracias a dos cables eléctricos, él mismo se practica un Electro-shock y se salva la vida, pero lo hace pensar en quien tomará su lugar cuando él muera, por lo que llama a Greg y le dice que cuando muera, él debe ocupar su lugar, y le da el nombre de "El Padrino Focker". Pronto, Greg recibe la visita de Andy García (Jessica Alba), la cual le ofrece trabajo para participar en una convención sobre una droga para la potencia sexual, "Sustengo".
Acercándose el cumpleaños cinco de los gemelos, Greg decide hacer la fiesta en la casa en construcción en la que están trabajando con un constructor Rhandy (Harvey Keitel), el padre de Greg, Bernie (Dustin Hoffman), dice no poder ir a la fiesta porque está aprendiendo a bailar flamenco en Sevilla. Durante la cena de Día de Acción de Gracias, Greg se corta un dedo al servir el pavo con el cuchillo de la familia Byrnes, y sangra delante de sus hijos, cuando reciben la visita de Kevin, que le dice que Svetlana lo rechazó porque Kevin exageró el consejo de Greg al utilizar un simple listón en lugar de un anillo. Rhandy hace un inmenso hueco en el jardín de la casa, por lo que la fiesta debe ser en la mansión de Kevin. Al intentar cubrir el hoyo, Greg entierra vivo a Jack por accidente, pero es rescatado por Kevin.
Dina quiere que Jack pueda volver a tener sexo con ella, pero este está muy ocupado al pensar que Greg engaña a Pam con Andy García. Dina ve el programa sobre el sexo de la madre de Greg, Roz (Barbra Streisand), que sugiere que fingan tener una aventura para poder hacer el amor con más pasión. Jack descubre las muestras de Sustengo, en el bolso de Greg y piensa que ya no está atraído por Pam. Sin embargo, se bebe las píldoras y tiene sexo con Dina. Mientras, Greg, se encuentra fuera de la convención bromeando con unos amigos de la convención sobre Jack, cuando Andy se saca una foto con él para poner celoso a su exnovio, en eso, Greg encuentra al Dr. Bob (Thomas McCarthy), que le dice que huyó porque estaba harto de Jack, y que quería llamarlo, "El Padrino Bob", Greg descubre que Jack solo lo eligió como segunda opción.
Al volver a la casa, Jack le pregunta porqué tenía los Sustengo en el bolsillo y luego de que Greg le explique, Jack le dice que tuvo que beber unas para tener sexo con Dina. Greg se enoja, diciéndole que se necesita la receta de un médico para beber eso. Jack tiene una erección, por lo que Greg debe inyectarle una droga en él. Al hacerlo, Jack grita y Henry entra en el baño. Jack sugiere borrarle la memoria a Henry, pero Greg le dice que no y le explica a Henry que solo lo estaba ayudando a ir al baño. Jack y Greg asisten a una entrevista para la escuela "Humanos Tempranos" cuya directora era la amante de Kevin, Prudence (Laura Dern), la cual piensa que son gais, sin embargo, finalmente descubre que no lo son e invita a la familia entera a la entrevista. En ella, Sam usa las técnicas de espionaje de su abuelo y Henry dibuja a Greg clavándole la aguja en el pene a Jack. En el área de juegos, Henry se rompe un brazo. Jack ve en Myspace la foto de Andy con Greg.
Luego de eso, en el hospital, Jack discute con Pam sobre la posibilidad de que se divorcie de Greg y se case con Kevin, Greg se enfada y le grita tanto a Kevin como a Jack, lo que culmina en que le cuenta a Dina que Jack tuvo un infarto, cosa que antes le había prometido no hacer. Jack busca a Greg en la casa en construcción, donde él se encuentra comiendo con Andy, Andy bebe Sustengo y lo obliga a hacer el amor, Jack los espía por la ventana y se va. Andy se enfada con él, producto del Sustengo, y lo tira al pozo que hay en el jardín. Bernie llega desde Sevilla hasta el cumpleaños y se presenta en la casa, donde encuentra a Greg y a Andy en la sanja, Greg le cuenta lo suscedido y se dirigen a la mansión de Kevin.
Allí, la fiesta es inmensa y Jack les cuenta a Pam y a Dina que no encontró a Greg. Roz se lleva a Kevin a una tienda y le dice que debe buscar a Svetlana y reconciliarse. Kevin besa a Roz justo cuando Bernie entra y los descubre, creando un incómodo momento en el que Bernie y Roz Greg le ofrece un pastel a Jack, pero este lo golpea y comienzan una pelea en plena fiesta. La pelea termina con Greg en el piso y con Jack sufriendo un colapso y un infarto. Jack se disculpa y le dice que él nunca fue el reemplazo del Dr. Bob, ambos se disculpan. La película termina con Jack buscando en Google su propio nombre y descubriendo un video en YouTube donde, en la convención, Greg dirige varios insultos sobre el sexo y el infarto de Jack.

## Reparto
- Robert De Niro como Jack Byrnes.
- Ben Stiller como Gaylord "Greg" Focker.

Byrnes.
- Owen Wilson como Kevin Rawley.
- Teri Polo como Pamela "Pam" Byrnes-Focker.
- Blythe Danner como Dina Byrnes
- Jessica Alba como Andrea "Andi" García.
- Dustin Hoffman como Bernard "Bernie" Focker.
- Barbra Streisand como Rozalin "Roz" Focker.
- Harvey Keitel como Randy Weir.
- Laura Dern como Prudence.

## Lanzamiento
En enero de 2010, la fecha de estreno de la película se postergó del 30 de julio de 2010 al 22 de diciembre de 2010, porque Universal esperaba beneficiarse del largo fin de semana de Navidad.
El primer tráiler fue proyectado el 24 de junio de 2010, junto con proyecciones de las películas Grown Ups y Dinner for Schmucks. Un segundo tráiler fue emitido en línea el 10 de noviembre de 2010 en las películas Morning Glory, Unstoppable y Skyline. La película se estrenó en el Reino Unido y Estados Unidos el 22 de diciembre de 2010.
| Fechas de estreno (Fuente: IMDb) |                                                 |                    |                                                  |
| País                             | Fecha de estreno                                | País               | Fecha de estreno                                 |
| Bélgica                          | 22 de diciembre de 2010                         | Canadá             | 22 de diciembre de 2010                          |
| Suiza                            | 22 de diciembre de 2010 (región francoparlante) | Chipre             | 22 de diciembre de 2010                          |
| Egipto                           | 22 de diciembre de 2010                         | España             | 22 de diciembre de 2010                          |
| Francia                          | 22 de diciembre de 2010                         | Reino Unido        | 22 de diciembre de 2010                          |
| Irlanda                          | 22 de diciembre de 2010                         | Países Bajos       | 22 de diciembre de 2010                          |
| Noruega                          | 22 de diciembre de 2010                         | Nueva Zelanda      | 22 de diciembre de 2010                          |
| Rumania                          | 22 de diciembre de 2010                         | Eslovenia          | 22 de diciembre de 2010 (Liubliana)              |
| Estados Unidos                   | 22 de diciembre de 2010                         | Sudáfrica          | 22 de diciembre de 2010                          |
| EAU                              | 23 de diciembre de 2010                         | Austria            | 23 de diciembre de 2010                          |
| Baréin                           | 23 de diciembre de 2010                         | Suiza              | 23 de diciembre de 2010 (región germanoparlante) |
| República Checa                  | 23 de diciembre de 2010                         | Alemania           | 23 de diciembre de 2010                          |
| Estonia                          | 23 de diciembre de 2010                         | Grecia             | 23 de diciembre de 2010                          |
| Croacia                          | 23 de diciembre de 2010                         | Hungría            | 23 de diciembre de 2010                          |
| Israel                           | 23 de diciembre de 2010                         | Kazajistán         | 23 de diciembre de 2010                          |
| Líbano                           | 23 de diciembre de 2010                         | Malasia            | 23 de diciembre de 2010                          |
| Portugal                         | 23 de diciembre de 2010                         | Serbia             | 23 de diciembre de 2010                          |
| Singapur                         | 23 de diciembre de 2010                         | Eslovenia          | 23 de diciembre de 2010                          |
| Eslovaquia                       | 23 de diciembre de 2010                         | Bulgaria           | 24 de diciembre de 2010                          |
| Lituania                         | 24 de diciembre de 2010                         | Turquía            | 24 de diciembre de 2010                          |
| Dinamarca                        | 25 de diciembre de 2010                         | Polonia            | 25 de diciembre de 2010                          |
| Australia                        | 26 de diciembre de 2010                         | Islandia           | 26 de diciembre de 2010                          |
| Georgia                          | 30 de diciembre de 2010                         | Rusia              | 30 de diciembre de 2010                          |
| Ucrania                          | 30 de diciembre de 2010                         | Finlandia          | 31 de diciembre de 2010                          |
| Ghana                            | 31 de diciembre de 2010                         | Letonia            | 31 de diciembre de 2010                          |
| México                           | 31 de diciembre de 2010                         | Nigeria            | 31 de diciembre de 2010                          |
| Indonesia                        | 5 de enero de 2011                              | Argentina          | 6 de enero de 2011                               |
| Bolivia                          | 6 de enero de 2011                              | Uruguay            | 6 de enero de 2011                               |
| Perú                             | 6 de enero de 2011                              | Tailandia          | 6 de enero de 2011                               |
| Chile                            | 6 de enero de 2011                              | Brasil             | 7 de enero de 2011                               |
| Colombia                         | 7 de enero de 2011                              | Ecuador            | 7 de enero de 2011                               |
| Panamá                           | 7 de enero de 2011                              | Venezuela          | 7 de enero de 2011                               |
| Filipinas                        | 8 de enero de 2011                              | Armenia            | 14 de enero de 2011                              |
| Suiza                            | 14 de enero de 2011 (región italoparlante)      | Italia             | 14 de enero de 2011                              |
| Suecia                           | 14 de enero de 2011                             | Hong Kong          | 3 de febrero de 2011                             |
| India                            | 4 de febrero de 2011                            | República de China | 4 de febrero de 2011                             |
| Kenia                            | 11 de febrero de 2011                           | Corea del Sur      | 31 de marzo de 2011                              |
| Japón                            | 5 de agosto de 2011 (estreno en DVD)            |                    |                                                  |